# São Pedro da Torre
São Pedro da Torre es una freguesia portuguesa del concelho (municipio) de Valencia de Miño, en el distrito de Viana do Castelo,con 4,29 km² de superficie y 1.267 habitantes (2011). Su densidad de población es de 295,3 hab/km².
Situada en el extremo occidental del municipio y en la ribera izquierda del río Miño (que separa a la freguesia de España), en el patrimonio histórico-artístico de São Pedro destacan la iglesia parroquial, la capilla de San Jorge, el fuerte de San Luis y el acueducto.

## Historia
Debido a su buena ubicación en la margen izquierda del río Miño, sus tierras tienen un gran valor agrícola y esa fue una de las razones del asentamiento inicial. La antigua calzada romana per loca maritima, que comunicaba Braga con Vigo, tenía en San Pedro su final. Así lo atestiguan la existencia de dos puentes romanos. También el hito romano situado en Chamosinhos, dedicado al hijo de Constantini Maximi, confirma este hecho. La existencia de una fuente termal y aquella inscripción sugieren que aquí se situaba el lugar llamado Aquis Celenis mencionado en el Itinerario XXI de Antonino. S. Pedro da Torre fue fundada en 1125, siendo más adelante un enclave estratégico durante la guerra de restauración contra Castilla. Los castellanos construyeron aquí una fortaleza en 1657, cuyos restos aún perduran así como otras manifestaciones de la resistencia de esta parroquia. El 14 de diciembre de 1900, el lugar de Chamosinhos, perteneciente a la parroquia de Vila Meã, fue incluido en la parroquia de S. Pedro da Torre. Muchos de los habitantes de este pequeño pueblo se fueron a trabajar al extranjero durante la década los 1970 en busca de una vida mejor, principalmente a Estados Unidos, Canadá y Francia. Aquellos que regresaron construyeron buenas casas ("villas") que actualmente le dan su actual aspecto a la parroquia.